# 宇治駅 (京阪)
宇治駅（うじえき）は、京都府宇治市宇治乙方にある、京阪電気鉄道宇治線の駅。宇治線の終着駅である。駅番号はKH77。
西日本旅客鉄道（JR西日本）に同名の駅があることから便宜上、京阪宇治駅と呼ばれることが多い。なお、両駅間は宇治川を挟んで、約850 mの距離がある。
休日には観光客で賑わう。また、時期によっては混雑するため駅前ロータリーに臨時の切符売場が設けられる。

## 歴史
開業時からの駅は大部分が国鉄・JR奈良線の南側に位置しており、改築直前の時点では2線路を凹型に抱き込む形状の6両編成に対応したプラットホームを持つ駅で改札口を出るとすぐ宇治橋、またホームの上を奈良線の鉄橋が跨いでいた。1991年（平成3年）12月、駅前を通過している京都府道7号京都宇治線の拡幅にともなう用地確保およびバスターミナル整備のため駅の移設工事が開始され、1995年（平成7年）6月に新駅を使用を開始。線路の全てが奈良線の北側に移転したほか、駅舎および駅ビルは奈良線の南北にまたがって設置された（詳細は後述）。
また、1914年（大正3年）から宇治線でも貨物輸送が開始され宇治駅の3番線で貨物の受け渡しがされたが、1960年代に廃止されている。
駅の属する自治体は、宇治郡宇治村→東宇治町→宇治市と変わっている。
かつては京都方面からの直通列車が終日にわたって設定されていた。また、観光シーズンにおける大阪方面からの臨時直通列車として、昭和40年代には6連の列車が設定されていたほか、1998年（平成10年）11月から1999年（平成11年）秋にかけては「宇治快速」が運転されていた。

### 駅移設および整備状況
現駅舎は1991年（平成3年）12月より移設工事が進められ1995年（平成7年）6月17日に旧駅から切り替えて使用を開始した。円を基調とした駅舎は南海の特急ラピートのデザインも手がけた建築家、若林広幸の設計によるもので、1996年（平成8年）に私鉄の駅としては初めてとなるグッドデザイン賞を受賞している。2005年12月には改修工事が行われ、駅名表示板が従来の銀色から青色に付け替えられた。なお、現駅は旧駅に比べて180 m三室戸方へ後退し、営業キロも変更されている。また、この移設に伴い旧駅跡に駅前ロータリーやバスターミナル・タクシー待機場を備える駅前広場も設けられた。
さらに、駅ビルの建設と駐輪場の設置が進められた。1996年（平成8年）12月、駅前に駅コンコースと商業施設が入る「京阪宇治ビル」の建設が本格的に開始され、翌年（1997年（平成9年））8月5日に開業した。入口には巨大なステンドグラス障壁画「飛翔」が飾られているほか、当初は2階に旧・京阪宇治交通の「リムジンセンターU-ハウス京阪宇治」などが入居していた。同センターは2002年（平成14年）に廃止されたが、その跡地には学習塾の京進が入居している。

### 年表
- 1913年（大正2年）6月1日：京阪宇治線開通と同時に、その終着駅として開業[5]。
- 1914年（大正3年）9月5日：貨物運輸開始[2]。
- 1943年（昭和18年）10月1日：会社合併により京阪神急行電鉄（阪急電鉄）の駅となる。
- 1949年（昭和24年）12月1日：会社分離により京阪電気鉄道の駅となる。
- 1964年（昭和39年）7月29日：3番線を廃止する[5]。
- 1967年（昭和42年）5月28日：列車運行管理システム (PTC) の使用を開始。
- 1995年（平成7年）
  - 6月17日：駅前再開発に伴い現在地へ新築移転[3]。
  - 12月25日：駅東側に「京阪宇治駅駐輪センター」が開設[6]、運営は宇治京阪タクシー[7]。
- 1996年（平成8年）10月1日：新駅舎が「グッドデザイン」に選定される[4]。
- 1997年（平成9年）8月5日：社有地有効利用の一環として、駅複合型商業施設を備えた京阪宇治ビルがオープン[5]。
- 2000年（平成12年）9月19日：第1回「近畿の駅百選」に選ばれる。
- 2013年（平成25年）6月15日：「宇治線開業100周年記念イベント」を駅構内で開催（※開催期間は翌日まで）[8]。
- 2016年（平成28年）10月31日：駅構内に「旅客案内ディスプレー」を設置、運用開始[9]。
- 2017年（平成29年）
  - 8月26日：駅ビル内に「観光案内所」を設置、運用開始[10]。
  - 12月22日：駅構内に外貨自動両替機を設置[11]。

## 駅構造
頭端式ホーム1面2線を持つ地上駅で、終点には油圧式車止めが設置されている。駅舎および改札口はホーム頭端部にある。改札口は1か所。コンコースは半地下部分にある。

### のりば
| 番線 | 路線    | 行先       |
| ---- | ------- | ---------- |
| 1・2 | ■宇治線 | 中書島方面 |

付記事項
- 当駅からの列車はすべて中書島駅までの運転のため、京阪本線と京都・大阪市内に向かう旅客は同駅で乗り換える必要がある。
- ホーム有効長は5両。大半の列車は2番線から発車する。なお、1番線は平日の朝ラッシュ時と夜間のみ、土曜・休日は1日1本のみそれぞれ使用される。
- 発車メロディが使用されているが、列車の設定がなく実際には使用されていない特急用の設定もある[注 4]。

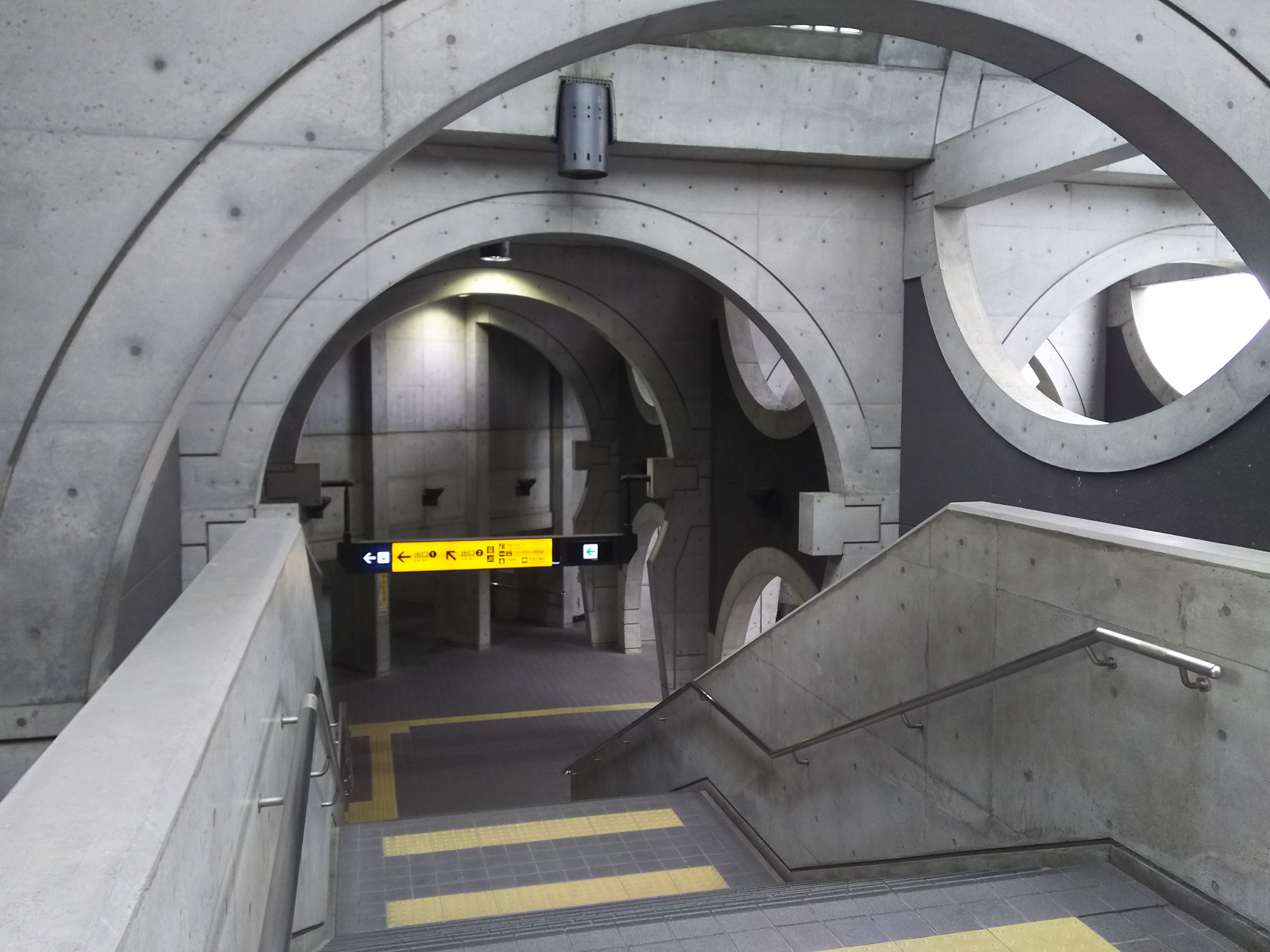
構内（2018年2月）
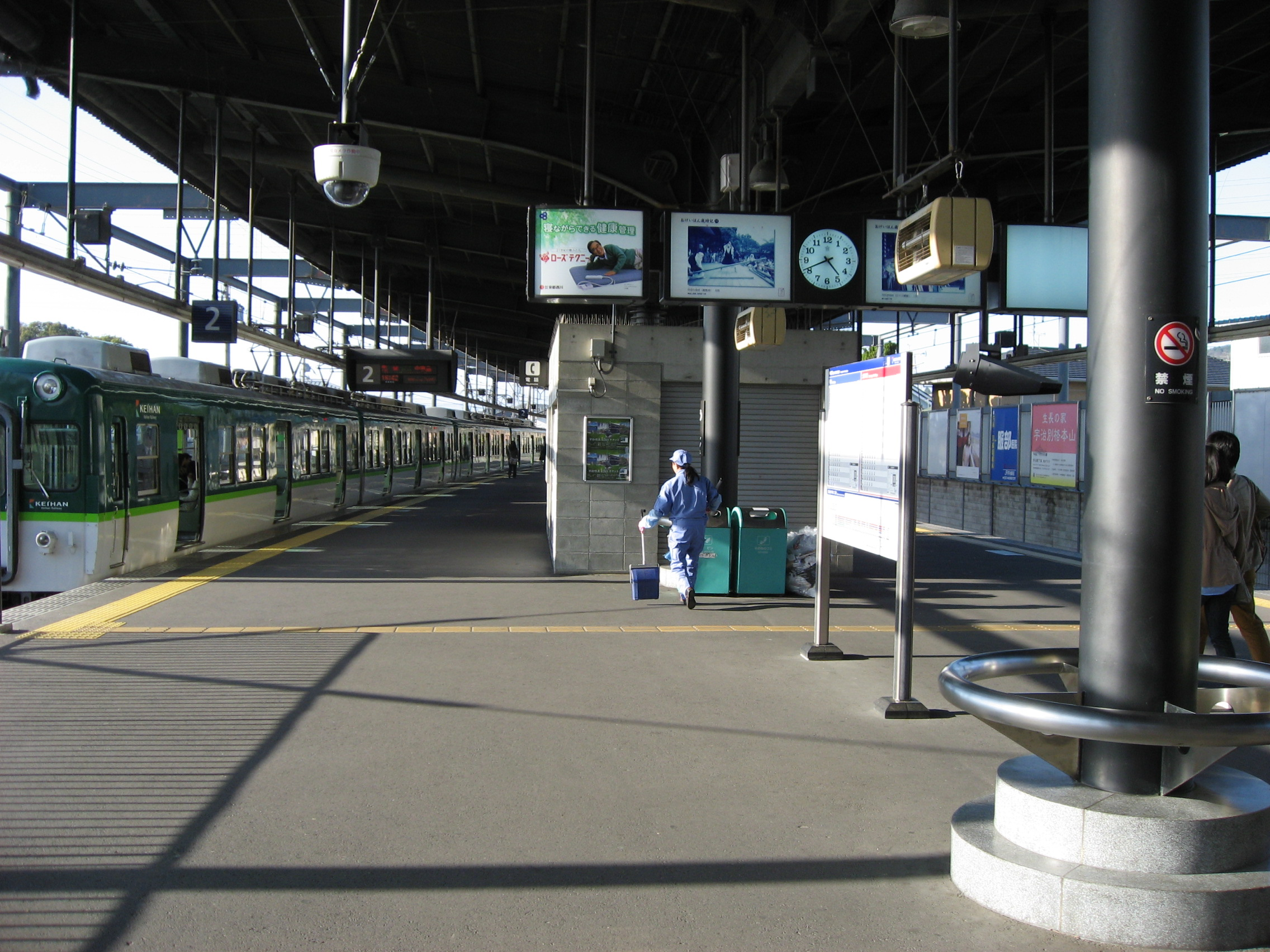
ホーム（2012年4月）

## 利用状況
2009年11月10日の乗降人員は5,353人だった。近年の利用客数は以下の通りである。
| 年度   | 調査日 乗降人員 | 1日平均 乗車人員 |
| ------ | --------------- | ---------------- |
| 2001年 | 6,461           | 3,408            |
| 2002年 | 5,507           | 2,879            |
| 2003年 | 5,526           | 2,995            |
| 2004年 | 5,902           | 3,063            |
| 2005年 | 5,529           | 2,841            |
| 2006年 | 5,299           | 2,830            |
| 2007年 | 6,061           | 2,809            |
| 2008年 | 5,816           | 3,022            |
| 2009年 | 5,353           | 2,797            |
| 2010年 |                 | 2,989            |
| 2011年 |                 | 2,773            |
| 2012年 |                 | 2,696            |
| 2013年 |                 | 2,838            |
| 2014年 |                 | 3,578            |
| 2015年 |                 | 3,320            |
| 2016年 |                 | 2,532            |
| 2017年 |                 | 2,800            |
| 2018年 |                 | 2,838            |
| 2019年 |                 | 2,560            |
| 2020年 |                 | 1,685            |
| 2021年 |                 | 1,542            |
| 2022年 |                 | 1,951            |

## 駅周辺
国鉄（現：JR西日本）の奈良線にも宇治駅があるが、宇治橋で宇治川を渡り、南西に離れた場所にある。
近隣は民家が多く建つが、教育機関や源氏物語の博物館がある。仏徳山（大吉山）や朝日山は駅から南東へ離れた所にそびえており、その付近には水力発電所がある。
- 宇治橋
- 縣神社
- 宇治上神社
- 宇治神社
- 宇治市源氏物語ミュージアム
- お茶と宇治のまち歴史公園
  - お茶と宇治のまち交流館「茶づな」
- 興聖寺
- 塔の島
- 宇治市観光センター
  - 市営茶室「対鳳庵」
- 平等院
- 通圓茶屋
- 大吉山風致公園
- 京都翔英高等学校
- 関西電力宇治発電所

## バス路線
駅前ロータリーとその付近に「京阪宇治駅」停留所があり、京都京阪バスの路線が発着する。観光シーズンは三室戸寺などへ向かう臨時バスを運行することがある。当停留所には宇治徳洲会病院などへ向かう送迎バスも発着する。かつては宇治川沿いを経由して石山駅（滋賀県大津市）まで運行する便もあった。
京都京阪バス
- 21号経路：近鉄大久保
- 21D号経路：田井
- 27号経路：近鉄大久保
- 40号経路：［明星町循環］JR宇治駅、宇治文化センター（※JR宇治駅止りも混在）
- 40A号経路：［明星町循環］JR宇治駅（※一部は明星町1丁目止り）
- 41A号経路：JR黄檗駅
- 44号経路：太陽が丘
- 64号経路：ニンテンドーミュージアム・近鉄小倉駅
- 180号経路：維中前［宇治田原バスセンター］
- 182号経路：緑苑坂
- 184号経路：工業団地
- 186号経路：奥山田正寿院口 - 季節運行路線[16]。
- 188号経路：JR宇治駅 / 湯屋谷（やんたん前） - 季節運行路線。路線愛称は「宇治やんたんライナー」[16]。
- 240号経路：近鉄大久保
- 240A号経路：近鉄大久保
- 250号経路：JR黄檗駅 / 近鉄大久保
- 250A号経路：JR黄檗駅 / 近鉄大久保

（のりば案内：、路線図：）

## その他
- 京阪線[注 6]では、路線が通る市である自治体の中心部に位置する駅の名称は「自治体名+市」と表記する法則となっており[注 7]、当駅はこの法則によらない唯一の駅であったが、2019年に八幡市の中心駅も八幡市駅から石清水八幡宮駅に改称されている。現在でも、市をつけずに自治体名のみを表記する駅名としては唯一である[注 8]。なおこの法則は京阪電鉄の系列であった新京阪鉄道が建設した現在の阪急京都本線の大阪府内においても同じことが言える[注 9]。
- 交通新聞社発行の『JR時刻表』や『コンパス時刻表』の巻頭地図では、正式名称ではない「京阪宇治」という表記が2011年1月現在も用いられている。かつては、便宜上、会社名を付記し正式名称ではない駅名を表記する事例が少なくなかった[注 10]が、近年はほぼ全ての駅が正式名称で表記されている中で当駅は数少ない例外である[注 11]。
- 当駅はアニメ[注 12]『響け! ユーフォニアム』の舞台となった地の1つであり、同作品と京阪電気鉄道のコラボレーション企画が開催される時は当駅のホーム[19]または駅付近[20]を描いたイラストを使用することがある。

## 隣の駅
京阪電気鉄道
宇治線
三室戸駅 (KH76) - 宇治駅 (KH77)
- 括弧内は駅番号を示す。